# Logic Basic
O Logic Basic é uma linguagem de programação interpretada, de alto nível, e com sintaxe em português brasileiro e inglês, voltada ao desenvolvimento para o ambiente Microsoft Windows. O Logic Basic foi criado em 2000, pelo brasileiro Eleusmário Mariano Rabelo.

## História
O desenvolvimento do Logic Basic foi iniciado em 2000, e era chamado de Visual Baby, pois a intenção era de uma linguagem de programação voltada para crianças. Um tempo depois, houve interesse do público adulto, então Eleusmário resolveu rebatizá-la de Logic Basic. A linguagem foi criada originalmente em português brasileiro, e em meados de 2013 foi criada uma versão em inglês.

## Características
Atualmente, o Logic Basic, é voltado para o desenvolvimento de apresentações, bancos de dados, animações simples, e jogos. Não possui funções para trabalhar com console, pois é totalmente voltado para o Windows. O Logic Basic foi baseado em linguagens históricas como BASIC, C, Clipper, COBOL e Pascal. As últimas versões foram otimizadas de modo que elas podem ser instaladas e executadas sem problemas também em sistemas operacionais Linux, desde que o aplicativo Wine esteja instalado.

## Codificação, compilação e interpretação
Logic Basic é uma linguagem interpretada e também possui um compilador para sua máquina virtual e, por isso, há a possibilidade de distribuir o programa como código aberto ou em bytecode. Em fins do ano de 2010 o Logic Basic sofreu alterações profundas em sua estrutura, e foi rebatizado de Logic Basic NG (nova geração), passando a ter vários recursos como criação de funções, subrotinas, temporizadores, múltiplas janelas, variáveis globais e locais com 3 tipos (String, Inteiro e Decimal), componentes contendo propriedades, métodos e eventos, entre outros recursos. [carece de fontes?]
O editor de programas do Logic Basic possui o editor de código principal, e mais 6 editores de extensões de códigos, que servem para colocar alguns trechos do código para melhor organizar o programa, mas o código principal e as extensões são enxergadas pelo interpretador como se fossem um único texto, onde as extensões são concatenadas ao código principal, pela sua ordem numérica (1-6).
A seguir o programa é executado até que seja encontrado o comando FimPrograma, ou a última linha do código do programa. As subrotinas e funções devem ser declaradas após o comando FimPrograma.[carece de fontes?]

## Versões
Logic Basic possui duas principais versões: Logic Basic NG e Logic Basic (em inglês), ambas as versões são gratuitas e totalmente funcionais.  A estrutura e o funcionamento das duas versões são praticamente iguais, com diferença apenas nos nomes, argumentos e atributos dos comandos, que são em português na versão NG e em inglês na segunda versão.

## Exemplo de código
```
Posicione
 
10
,
 
10

Escreva
 
"Olá, Mundo!"

```